# محمد مرشد ناجي
محمد مرشد ناجي من مواليد 6 نوفمبر 1929 مطرب وملحن ومؤرخ موسيقي يمني، يعد من أعلام الأغنية اليمنية، ومن أبرز مجدديها،  امتدت تجربته الفنية إلى نحو ستة عقود، أسهم خلالها في إثراء وتطوير الأغنية اليمنية، كما شارك في إحياء ونشر التراث الغنائي اليمني الغزير والمتنوع على مستوى اليمن والجزيرة العربية، وعُرف بأداء خاص ومتميز في أغانيه، كما عُرف عنه شغفه بالتراث الغنائي اليمني الذي وثقه بعدد من الإصدارات والمؤلفات القيمة.

## نشأته
ولد في مُديرية الشيخ عثمان بمحافظة عدن، وتلقى تعليمه في الكتَّاب (المعلامه). وذلك على يد الفقيه أحمد الجبلي. وكانت هذه المعلامه في حارة القحم في مدينة الشيخ عثمان وقد ختم القرآن الكريم في سن مبكرة مما جعل والده يحتفي به وأقام له الحفلات احتفاءً بختمه القرآن في هذه السن المبكره، ولد لأم صومالية وفرعها الصومالي - كما يقال- عريق وأصيل إذ أنها من قبيلة يقال أن جذورها عربية وتدعى مجيرتين وتنتسب إلى قبائل دارود، القبيلة التي ينتسب إليها الشاعر علي الصومالي مؤلف كلمات أغنية الخبر نفس الخبر اللتي أداها الفنان أصيل أبو بكر. توفي الفنان محمد مرشد ناجي في 7 فبراير 2013 عن عمر ناهز 83 عاما.

## العمل السياسي
وشغل عدة مواقع، منها: عضوية مجلس النواب طوال ثمانينيات القرن الماضي، ورئاسة إتحاد الفنانين اليمنيين، وبعد قيام الوحدة اليمنية عام 1990 أصبح مستشاراً لوزير الثقافة، وانتخب عام 1997 عضواً في مجلس النواب حتى 2003.

## بداية المشوار
قدّم أول أغنية له عام 1951، اسمها «هي وقفة»، كلمات الشاعر محمد سعيد جرادة. وقدّم خلال مشواره الفني الحافل بالعطاء طيفاً واسعاً من ألوان الغناء اليمني اللحجي واليافعي والعدني والصنعاني وغيرها 'وتفرد بأداء خاص ومتميّز في أغانيه، وأدى بتفوّق جميع ألوان الأغنية اليمنية، منها: الحضرمية واليافعية واللحجية، ويعتبره بعض النقاد أكبر مساهمفي إخراج الأغنية الصنعانية من نطاقها الضيّق، وأول من غنّى الأغنية التهامية.
ساهمت إذاعة عدن التي تأسست عام 1954 في تقديمه للجمهور، ومع منتصف الستينيات تجاوز انتشاره اليمن من خلال مشاركاته الفنية في عدد من دول الخليج العربية. تعاون مع كثير من الفنانين الخليجيين وغنّى له الكثير من الفنانين، ومن أبرزهم: الفنان محمد عبده والفنان الـسوري فهد بلان.

## الجوائز والأوسمة
نال العديد من الجوائز والأوسمة منها:
| #  | تاريخ | وسام                                                   | ملاحظات |
| -- | ----- | ------------------------------------------------------ | --- |
| 1  | 1982  | وسام الفنون من الدرجة الأولى                           | من الرئيس السابق علي عبد الله صالح |
| 2  | 1997  | وسام 30 نوفمبر                                         | من الرئيس السابق علي عبد الله صالح |
| 3  | 2001  | تكريم وزارة التراث والثقافة                            | من سلطنة عُمان |
| 4  | 2001  | تكريم كواحد من رواد الأغنية العربية                    | في مملكة البحرين |
| 5  | 2002  | جائزة الأغنية المتكاملة                                | "مهرجان أبها" في المملكة العربية السعودية |
| 6  | 2003  | تكريم المعهد العربي                                    | في باريس |
| 7  |       | تكريم درع اتحاد الأدباء والكتاب اليمنيين               | |
| 8  | 2004  | جائزة عمر الجاوي للإبداع                               | رئيس اتحاد وكالات الأنباء العربية (فانا) |
| 9  | 2004  | تكريم وزارة الثقافة بتذكار صنعاء عاصمة الثقافة العربية | تقديرا لدوره الريادي المتميّز في الحفاظ على الموروث الغنائي الأصيل ووحدة تماسكه وإسهاماته التجديدية الرائعة في النّغمة التراثية والأدب الغنائي اليمني والقضايا الوطنية. |
| 10 |       | تكريم منتدى يحيى عمر                                   | للدور الفاعل في الحفاظ على الأغنية اليمنية الأصيلة، واللون "اليافعي" خاصة.                                                                                            |
| 11 | 2008  | تكريم مهرجان وملتقى الرواد والمبدعين العرب             | تقديراً وعرفاناً لدوره الرائد في تطوير الأغنية اليمنية والعربية على مدى مشواره الفني الحافل والطويل الذي يمتد لأكثر من نصف قرن من الزمان.                               |

## وفاته
توفي يوم الخميس 7 فبراير 2013 بعد تدهور صحته خلال السنوات الأخيرة. وكان تضيق شرايين القلب تسبب بتدهور صحته في السنوات الأخيرة ما أدى إلى إسعافه إلى سوريا والهند وأخيراً إلى الأردن في الشهرين الماضيين والتي كانت على نفقته الشخصية فيما تكفلت الدولة بعلاجه في سوريا والهند.